# Aguilar (apellido)
Aguilar es un apellido derivado del latín aquilare, que significa "lugar habitado por águilas ".
Los apellidos Aguilera y Aguillera tienen un significado lingüístico equivalente, pero no están relacionados con el linaje Aguilar.

## Historia
El origen de este linaje, ha de remontarse en los lejanos tiempos de la Reconquista española cuando los ejércitos cristianos ocupaban las tierras que durante siglos habían sido gobernadas por los musulmanes. Durante la época de la Reconquista, los soldados que estaban al servicio del ejército cristiano solían ser premiados con solares y porciones de terrenos, y elevados a la categoría de nobles, con lo cual, sus apellidos quedaron en constancia para el paso de la historia. 
La primera casa de este linaje radicó la villa de Aguilar de Campoo. Muy pronto surgieron ramas que pasaron a Navarra, Aragón, Cataluña, Valencia, Rioja, Asturias y Galicia, creando muchas casas solares, que contribuyeron a difundir el apellido en las citadas regiones. 
De la rama de Cataluña procedía fray Pedro de Aguilar, comendador de Mallorca en la Orden Mercedaria en 1317. En el siglo XIV vivía en Barcelona una familia Aguilar de mercaderes, concretamente en la calle de Montcada (el actual Palacio Aguilar, sede del Museo Picasso), que en el año 1510 consiguieron el privilegio de Ciudadanos Honrados de Barcelona. En Cardona, durante el siglo XIV, radicó una familia de mercaderes, posiblemente relacionada con la anterior. Se trasladaron a Barcelona en el siglo siguiente, llegando al caballerato. Los Aguilar de Organyà fueron señores del lugar de Fígols. Familias nobles de este apellido habitaron en las ciudades de Balaguer, la Seu d'Urgell y Torroella de Montgrí. En el siglo XII, los Aguilar fueron castellanos de Malla y señores de las alquerías de Belltall, Aguilar y Güells. Numerosos caballeros del apellido Aguilar probaron su nobleza para ingresar en las diversas Órdenes Militares de Santiago, Montesa, Alcántara, Carlos III y San Juan de Jerusalén, haciéndolo en la Sala de Hijosdalgo de la Real Audiencia y Chancillería de Valladolid y en la Real Audiencia de Oviedo. Es uno de los apellidos de los 200 caballeros de linaje que vinieron a la reconquista de Sevilla con San Fernando. Ocuparon cargos de Jurado en el ayuntamiento en diversos siglos. Don Alfonso de Aguilar, fue alcalde mayor de Sevilla en el reinado de los Reyes Católicos. De esta familia son el Gran Capitán don Gonzalo Fernández de Córdoba y su hermano don Alonso de Aguilar, pertenecientes a la rama cordobesa de la familia. Sebastián Aguilar conquistó la Florida, en 1563. Emparentados con los marqueses del Donadío y de Peílaflor.

## Armas
El solar de Aguilar de Campoo, del que procedieron las casas de Navarra, Aragón, Cataluña, Valencia, Guadalajara, Asturias y Galicia, traía por armas: De oro, una águila de sable. Los Aguilar de la Seu d'Urgel lo llevaron truncado y semipartido: 1º, de oro, un águila de sable; en el 2º de oro, cuatro palos de azur; 3º, un león lampasado y armado de gules. Otros, también de Cataluña, ostentan: En campo de oro, un águila de azur y bordura dentellada, del mismo color. La casa de Aguilar, condes de Castafieda, traen: Escudo cuartelada, de plata, con un castillo de gules; y , también de plata, con un águila de sable, coronada de oro. Bordura de plata, con tres armiños de sable.

## Personajes históricos
- Francisco Aguilar, eclesiástico catalán , fue obispo de Segorbe e importante historiador. Nació en Manlleu, en 1826. En Vic, ejerció como profesor de matemáticas e historia.
- José Aguilar y Alòs (XVII-XVIII), militar catalán, fue alcalde de Balaguer, durante de guerra de Sucesión y luchó en el bando del archiduque Carlos. Consiguió la victoria de Caldes d'Estrac (1713). Permaneció en Barcelona hasta la caída de la ciudad (1714), continuando la lucha en Mallorca. Después de la derrota, se exilió en Italia.
- Ramón Aguilar Moré (n. 1924), pintor catalán formado en la Escuela Superior de Bellas Artes de San Jorge y en el estudio de Olegario Junyent (1945-48). Su estilo puede inscribirse en el expresionismo decorativista. Realizó numerosas exposiciones en todas las principales ciudades del mundo y su obra se conserva en diversos museos españoles y del extranjero.

## Topónimos
- Aguilar de Segarra, municipio en la comarca del Bages, junto al Rajadell.
- Can Aguilar, caserío en el término municipal de Sant Pere de Tona[cita requerida].

## El apellido hoy
Si hay un cierto número de apellidos que podríamos denominar "universales", este es, sin duda, uno de ellos. Si bien es cierto que el apellido tiene una raíz plenamente hispánica, también lo es que muchos personajes que así se denominaban tuvieron un papel muy importante, allende nuestras fronteras, participando activa y valerosamente en la conquista de América. Por todo ello, el apellido ha sido muy extendido no sólo en toda la Península y aquellas tierras de habla hispana, sino también en aquellos lugares donde la influencia española es o fue evidente y próspera. 